# Eupithecia gluptata
Eupithecia gluptata är en fjärilsart som beskrevs av Karl Dietze 1904. Eupithecia gluptata ingår i släktet Eupithecia och familjen mätare. Inga underarter finns listade i Catalogue of Life.